# Thánh đường Thánh Gioan Baotixita, Przemyśl

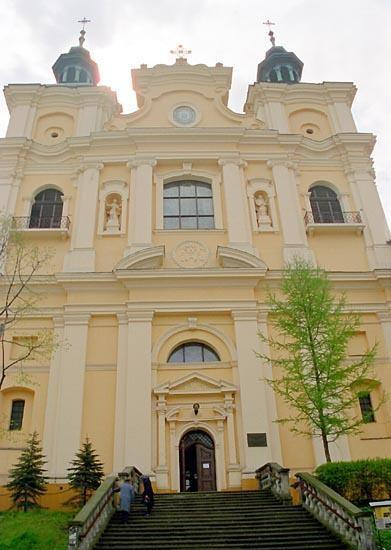
Mặt tiền của Nhà thờ Thánh Gioan Baotixita

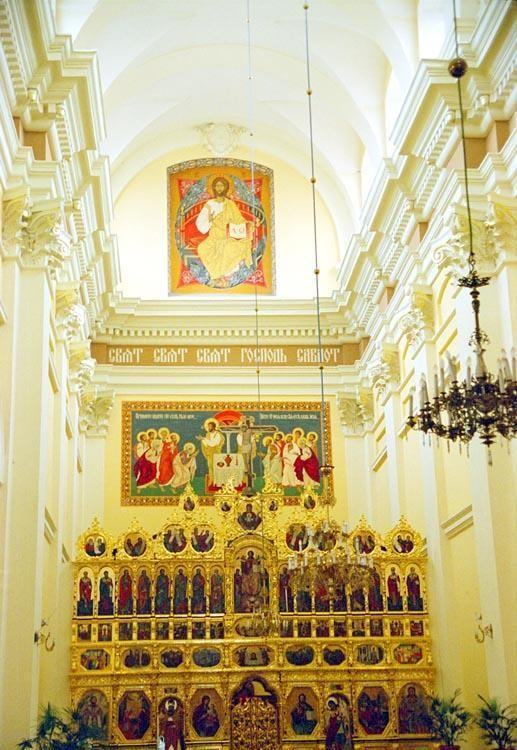
Nội thất của Nhà thờ Thánh Gioan Baotixita

Thánh đường Thánh Gioan Baotixita Công giáo Hy Lạp ở Przemyśl đóng vai trò là nhà thờ mẹ của Công giáo Hy Lạp Ucraina của Peremyshl-Warsaw. Nó nằm ở Ulica Katedralna ở Przemyśl, miền nam Ba Lan.
Nhà thờ được xây dựng vào thế kỷ 17 theo lệnh của Dòng Tên và dành riêng cho Thánh Ignatius. Sau khi Przemyśl rơi vào sự cai trị của Áo và sự đàn áp trật tự vào năm 1773, nó dần dần bị hủy hoại và năm 1820 bị người Áo đóng cửa và biến thành một nhà kho. Với việc dân chủ hóa dần dần khu vực này, trong nửa sau của kế hoạch thế kỷ 19, các công việc đã xuất hiện để khôi phục nhà thờ, cuối cùng được thực hiện vào năm 1903 và năm 1904, nhà thờ Dòng Tên cũ đã được xem xét lại vào năm 1904 với tư cách là Thánh Tâm Giêsu. Sau Thế chiến II, nó phục vụ như một nhà thờ đồn trú và cũng đã dâng Thánh lễ hàng tuần trong Nghi thức Byzantine cho người Công giáo Ukraine có nhà thờ bị chính quyền cộng sản đóng cửa.
Năm 1991, nhà thờ là một cuộc tranh cãi, khi Giáo hội Công giáo La Mã (với sự giám sát cá nhân của giáo hoàng Gioan Phaolô II) đã quyết định quyên tặng tòa nhà cho dân số Công giáo Hy Lạp ở Przemyśl, để phục vụ như là nhà thờ của Archeparchy ở Peremyshl-Warsaw thay cho Nhà thờ Carmelite, sau Thế chiến II đã trở lại Carmelites. Sau quyết định này, những người theo chủ nghĩa dân tộc Ba Lan địa phương đã phong tỏa lối vào Nhà thờ Công giáo Hy Lạp và tổ chức một cuộc tuyệt thực. Sau vài tuần tranh luận và đàm phán họ đã bỏ cuộc.